# Gare de Pecq
Ne doit pas être confondu avec Gare du Vésinet - Le Pecq.
La gare de Pecq est une ancienne gare ferroviaire belge de la ligne 87, de Bassilly à Renaix et Tournai située sur le territoire de l'ancienne commune d'Hérinnes, rattachée à celle de Pecq, en région wallonne dans la province de Hainaut.
Elle est mise en service en 1882 par les Chemins de fer de l’État belge et ferme en 1950 aux voyageurs. Cette section de la ligne est déclassée en 1959 et le bâtiment des voyageurs est devenu un commerce et des logements.

## Situation ferroviaire
Établie à 19 m d'altitude, la gare de Pecq se trouvait au point kilométrique (PK) 9.1 de la ligne 87, de Bassilly à Tournai (PK 0.0 en gare de Tournai), entre la gare fermée d'Hérinnes-Warcoing et le point d'arrêt de Léaucourt,.

## Histoire
La Société du chemin de fer d'Anvers à Tournai vers Douai est constituée en 1864 pour relier Anvers à la frontière française, près de Tournai. Son tracé passant par les villes de Boom et Zottegem comprend une section de Renaix à Tournai qui correspond à la future ligne 87. Sans avoir pu mettre en service le moindre kilomètre de voies, la société passe sous la bannière de la Société générale d'exploitation de chemins de fer, qui missionne sa principale constituante la Compagnie des chemins de fer des bassins houillers du Hainaut pour la construction de la ligne, et ce même après le rachat de la majorité du réseau de la SGE par l’État belge. En dépit de cela, seules quelques petites sections de la ligne sont opérationnelles lorsqu'en 1878 la société des Bassins Houillers fait une faillite retentissante, provoquant une crise financière qui emporte plusieurs des banques, sociétés de construction et compagnies de chemins de fer privés dont Simon Philippart, administrateur des Bassins Houillers, contrôlait la majorité des fonds. Grâce au soutien des autres organismes de crédit, la Banque de Belgique reste un temps en activité et peut financer la Société de construction responsable entre-autres de la ligne d'Anvers à la frontière française.
La station de Pecq est mise en service le 5 juin 1882 par l’Administration des chemins de fer de l’État belge (future SNCB). Afin d'éviter de réaliser deux ponts sur l'Escaut, la ligne est établie en rive droite et la gare de Pecq se trouve sur la commune d'Herinnes, qui dispose également de sa propre gare un kilomètre et demie plus bas. Pecq sera brièvement le terminus de la ligne, le temps que soit réalisée la section menant à Tournai, qui ouvre le 1er novembre 1882 et ne comprend alors aucun arrêt. Les haltes de Kain et Obigies ouvrent en 1884 et le point d'arrêt de Léancourt 1932. La mise en service en 1883 de la ligne de Tournai à Rumes complète la liaison vers Tournai tandis que celle, en 1883-1885 de la section d'Ellezelles à Renaix, rend la ligne parcourable en direction d'Anvers et de Bassilly.
Le trafic considérable escompté par les promoteurs du projet et 1867 qui arguaient que la ligne d'Anvers à Douai servirait aux échanges entre les Pays-Bas, Anvers et Paris ne se matérialise pas, les trains en question empruntant d'autres axes. La ligne restée à simple voie sert pour des trains locaux et au transport des ouvriers qui faisaient la navette entre la Flandre et les industries du Hainaut. Les villes lainières de Renaix et Tournai génèrent également un trafic substantiel. La ligne restera à voie unique durant toute son existence.
Les Allemands forcés de battre en retraite en 1918 font sauter le bâtiment de la gare de Pecq. Sur une photographie montrant le bâtiment sévèrement endommagé, la gare ne comporte qu'une seule voie. Le nouveau bâtiment aurait été adjugé en 1921
À partir de 1932, les trains font face à la concurrence d'une ligne d'autobus privée entre Tournai et Renaix,. Ils disparaissent en 1940 mais reprennent la desserte entre Tournai et Escanaffles en 1946.
Les trains de voyageurs entre Tournai et Renaix sont totalement remplacés par des bus vers octobre 1950, causant la fermeture des gares entre Kain et la bifurcation de Mont-de-l'Enclus. Plus aucun train de marchandises ne parcourant cette section, elle est déclassée en 1959 le dernier train circule en avril 1965, avec une locomotive type 64 tractant un wagon-grue chargé d'enlever les rails.

### La gare de tramway
Le 25 octobre 1909, la gare de Pecq devient le terminus de la ligne de tramway SNCV de Courtrai à Pecq, laquelle avait atteint Pecq (village) le 27 septembre  de la même année. Une gare vicinale et un dépôt sont réalisés dans la continuation de la cour à marchandises de la gare. Le 28 octobre 1923, la ligne vicinale est prolongée de Pecq (village) à Tournai-Gare et désignée ligne de tramway 406. Avec le remplacement des trams par des bus le 16 mai 1953, la ligne menant à Pecq (gare) ne sera plus desservie et le reste des sections encore en service est fermé en 1954-1955.

## Patrimoine ferroviaire
Lors de l'ouverture de la ligne, Pecq est dotée d'un bâtiment des recettes du type standard en vigueur à l'époque, du plan type 1873. Identique à celui présent gare d'Hérinnes-Warcoing qui sert désormais d'habitation, le bâtiment de la gare de Pecq est démoli à la suite des dégâts causés par les Allemands en 1918.
Après l'armistice, l’État belge érige un nouveau bâtiment type "Reconstruction" de la variante simplifiée avec des fenêtres plus grandes et moins complexes. Le logement de fonction est positionné à droite et se prolonge par une aile de service à une travée prolongée par une aile à toit plat. Sur la gauche, une basse de trois travées avec un porche d'entré servait de salle d'attente. Une boutique de cadeaux et d'articles de décoration appelée "Tchou Store" occupent le rez-de-chaussée de ce bâtiment.
À proximité du bâtiment des voyageurs se trouve une halle à marchandises de type État belge, transformée en habitation.
Les bâtiments de la gare vicinale et du dépôt de tramways ont également survécu à ce jour, la remise accueille des autobus.